# 황금평
황금평(黃金坪)은 압록강 하구에 위치한 섬으로, 본래 이름은 황초평(黃草坪)이다. 면적은 11.45 km2이다. 이 섬은 부근의 비단섬, 서호섬 등 압록강 하구의 하중도(河中島)들과 함께 행정구역상 평안북도 신도군에 속한다. 황금평은 김일성이 작명한 이름이다. 해방당시에도 신도면 동주동에 속해 행정적으로 신도의 부속도서였다.
황금평은 압록강의 오랜 퇴적으로 인해 중국 영토에 맞닿아 있으며, 중국측 영토와의 경계에는 철조망이 설치되어 왕래가 통제되고 있다.

## 경제특구 개발 계획
조선민주주의인민공화국과 중화인민공화국은 2012년 8월 14일 베이징에서 장성택 국방위원회 부위원장과 천더밍(陳德銘) 상무부장 주재로 황금평과 위화도, 나선지구 공동개발을 위한 제3차 개발합작연합지도위원회 회의를 열어 '정부 인도, 기업 위주, 시장 원리, 상호 이익'의 개발협력 원칙을 바탕으로 이 지역을 신흥 경제지구로 육성하기로 합의하였으나, 중국 측의 비협조와 장성택 처형의 여파로 외자(外資) 유치가 이루어지지 않아 사업이 개시되지 못했다.

## 같이 보기
- 신도군
- 신의주특별행정구
- 비단섬
- 조중 변계 조약